# Портландит
Портланди́т — очень редкий минерал класса гидроксидов. Химическая формула — Ca(OH)2 (гидроксид кальция, гашёная известь). Впервые был обнаружен в 1933 году в Scawt Hill (Северная Ирландия) Cecil Edgar Tilley (1894–1973) и назван по сходству с продуктами гидратации портландцемента.

### Структура и морфология
Портландит образует мелкокристаллические массы. Кристаллическая решётка слоистая, типа решётки брусита.
Кристаллическая система — тригональная, пространственная группа D₃d — P3m1.
- Искусственные кристаллы: ah = 3,593 Å; ch = 4,909 Å; ah : ch = 1 : 1,366; Z = 1 (по ASTM).
- Природные кристаллы: ah = 3,647 Å; ch = 4,859 Å; ah : ch = 1 : 1,332.

Образует мелкие гексагональные пластинки. Искусственные кристаллы имеют таблитчатую форму по (0001) и формируются из сочетания граней с (0001) и m (1010). Также наблюдались двойники.

### Физические свойства
Портландит обладает совершенной спайностью по (0001), является гибким, легко режется ножом, имеет твёрдость 2 по шкале Мооса и плотность 2,23 г/см³ (вычисленная – 2,24 г/см³). Он бесцветен, белый или желтоватый, с перламутровым блеском на плоскостях спайности и является прозрачным.

### Оптические и спектральные свойства
В проходящем свете он бесцветен, относится к одноосным (-) минералам, с показателями преломления no = 1,575 и ne = 1,547, а разность no — ne составляет 0,028. Инфракрасный спектр указывает на наличие (OH)-групп и отсутствие H₂O, а положение водорода в Ca(OH)₂ было исследовано методом ядерного магнитного резонанса.
Его теоретический химический состав включает 75,70% CaO и 24,30% H₂O, однако природный портландит пока не был детально проанализирован.

### Растворимость и химические реакции
Минерал незначительно растворим в воде, при этом раствор имеет щелочную реакцию, легко растворяется в разбавленной HCl и при нагревании в закрытой трубке выделяет воду. При низких давлениях он плавится инконгруэнтно, а при давлениях выше 100 бар – конгруэнтно.

### Нахождение в природе
В природе портландит встречается очень редко: в ларнито-спёрритовых контактных породах Скаут-Хилла (графство Антрим, Северная Ирландия) он образуется в результате изменения кальциевых силикатов в ассоциации с афвиллитом и кальцитом, в фумарольных отложениях Везувия его находят в виде золотисто-жёлтых порошковатых выделений, а в районе Лаахского озера  (ФРГ) он встречается в виде округлых кристаллов. В центральных районах Израиля минерал формирует тонкие прожилки, секущие кальцито-спёрритовые породы, в сочетании с фторапатитом и эттрингитом.

### Изменения и искусственное получение
В условиях влажного воздуха или при взаимодействии с водой, содержащей СO2, портландит постепенно превращается в карбонат кальция (CaCO3). В лабораторных условиях его можно синтезировать путем медленного взаимодействия водных растворов хлорида кальция (CaCl₂) и гидроксида натрия (NaOH), воздействием растворов гидроксида калия (KOH) на карбонат кальция (CaCO₃) или в результате гидратации портландцемента. Кроме того, его свойства изучены в системе CaO — H₂O.